# 福田ますみ
福田 ますみ（ふくだ ますみ、1956年5月5日 - ）は、日本のジャーナリスト。

## 略歴
神奈川県横浜市生まれ。立教大学社会学部卒業後、専門誌業界、編集プロダクションを経て、フリーライターとなる。
犯罪、ロシアをはじめとしてさまざまな分野で取材をおこなう。『正論』や『新潮45』や『Hanada』などの雑誌記事を多く手がけ、単行本も執筆している。
全国報道された「教師によるいじめ」の事例での福岡で起きたモンスターペアレントによるでっち上げ疑惑を取り上げた、『でっちあげ 福岡「殺人教師」事件の真相』で、2007年に第6回「新潮ドキュメント賞」を受賞する。2016年には、「新潮45」で連載した「モンスターマザー 長野・丸子実業高校『いじめ自殺』でっちあげ事件」で、「編集者が選ぶ雑誌ジャーナリズム賞」作品賞を受賞した。

## 人物・主張
福田は自身の著書でポリティカル・コレクトネス（ポリコレ）について、そのルーツがマルクス主義にある可能性に言及、支持しているのは左翼活動家だけに過ぎないとし、その思想的根幹にマルクス主義の亜種である「文化マルクス主義」があると論じた。また、文化マルクス主義者は、家庭の解体のため家父長制や一夫一妻制からの脱却、性の解放の提唱、宗教や伝統文化、地域社会の崩壊も目論んでいると主張した。

### 統一教会との関係
- 福田は2021年12月に方丈社から出版した著書『ポリコレの正体「多様性尊重」「言葉狩り」の先にあるものは』の中で、旧統一教会系の『世界日報』編集委員の早川俊行の「左翼に乗っ取られた米国の現状」についての取材を評価し、ポリコレについて「左翼の価値観にそぐわない意見を封じ込める思想警察であり、言葉狩りそのものです」と論じた早川の主張を肯定的に引用した[3]。福田はブラック・ライヴズ・マター（BLM）の背後には共産主義者の影響があると論じ、BLMの関連組織に毛沢東主義者の中国マネーが入り込んでいると主張する『世界日報』編集委員の早川の陰謀論的な見解を肯定している引用した[4]。同書では統一教会の機関紙『世界日報』の記事が複数引用され、世界日報社の『トランプ超保守改革　神と自由を取り戻す！』も参考文献に挙げられている[5]。

- 2023年4月23日、統一教会の2世信者が立ち上げた「信者の人権を守る二世の会」の1回目のシンポジウムに、福田と、統一教会信者の信教の自由や名誉棄損を巡る一連の裁判で原告代理人を務めている徳永信一が登壇した[6]。シンポジウムの様子は「信者の人権を守る二世の会」の公式サイトで報告された[6]。
- 2023年7月30日、「信者の人権を守る二世の会」の3回目のシンポジウムに、福田、全国教育問題協議会顧問の杉原誠四郎、弁護士の中山達樹、徳永信一が登壇した[7]。シンポジウムの様子を同月31日に統一教会の機関紙「世界日報」が報じた[7]。
- 2023年8月23日、月刊『Hanada』の公式YouTubeチャンネルに、『第8回【ゲスト徳永信一・福田ますみ】「報じられない旧統一教会問題の真実」【月刊Hanadaチャンネル生放送】』という動画が投稿され、福田は花田紀凱や、統一教会の顧問弁護士である徳永信一らと座談した[8]。
- 2024年1月20日、統一教会の関連団体「UPF（天宙平和連合）ジャパン」が東京都内で主催したシンポジウム「報道はなぜ暴走したのか－ジャーナリストによる徹底検証『旧統一教会報道』－」に、パネリストとして福田、窪田順生、加藤文宏が出席した[9]。シンポジウムの様子を同月22日に世界日報が報じた。
- 世界日報の月刊誌、「月刊Viewpoint」2024年5月号に福田は寄稿した[10]。
- 2024年5月19日、「基本的人権を守る栃木県民の会」が主催するイベント、「基本的人権を考える栃木県民の集い」に登壇し、統一教会の関連団体「県平和大使協議会」の議長を務めた増渕賢一とパネルディスカッションをした[11][12]。「基本的人権を守る栃木県民の会」の代表も増渕賢一である[12]。福田が、全国霊感商法対策弁護士連絡会を「スパイ防止法潰しという真の目的を隠した正体隠しの組織だ」と述べた様子を、世界日報が報じた[12]。
- 2024年6月16日、統一教会の関連団体「基本的人権・信教の自由を守る熊本県民の会」が熊本市内で開催した大会「信教の自由を守る熊本大会」で福田は講演した[13]。「基本的人権・信教の自由を守る熊本県民の会」の会長の主海偉佐雄は、ピースロードの熊本県実行委員会の実行委員長だった[14]。
- 2024年9月9日、統一教会の関連団体「信教の自由と人権を守る会・西北東京」が主催したシンポジウム「地域社会の自由と民主主義を守る！」に、福田、米田倫康、三津間弘彦が出席し講演した[15]。シンポジウムの様子を同月10日に世界日報が報じた[15]。
- 2024年9月23日、統一教会の関連団体「基本的人権・信教の自由を守る千葉県民の会」が主催したシンポジウム「信教の自由シンポジウム」に出席した福田は、「拉致監禁を巡って弁護士とキリスト教牧師が結託し、マスコミと法曹界をも巻き込んでいること」を問題視した[16]。イベントの主催者は、統一教会の関連団体「小笠原家庭教会」の主宰者である小笠原裕だった[16][17]。シンポジウムには統一教会の信者ら約200人が参加した[16]。シンポジウムの様子を同月24日に世界日報が報じた[16]。
- 2024年10月26日、統一教会の関連団体「基本的人権・信教の自由を守る静岡県民の会」が主催したシンポジウムで、福田は基調講演した[18]。シンポジウム会場では、「家庭連合信者に対する拉致監禁・強制棄教についてのパネル展が併設されたこと」を世界日報が報じた[18]。

## 著作
- 『されど我、処刑を望まず ―死刑廃止を訴える被害者の兄』現代書館、1998年、ISBN 4-7684-6738-5
- 『スターリン家族の肖像』文藝春秋社、2002年、ISBN 4-16-358160-X
- 『でっちあげ 福岡「殺人教師」事件の真相』新潮社、2007年、ISBN 978-4-10-303671-5
  - （文庫版）『でっちあげ: 福岡「殺人教師」事件の真相』新潮社、2009年、ISBN 978-4101311814
  - （田近康平によるコミカライズ版）『でっちあげ』新潮社、バンチコミックス、2020年6月 - 2021年11月、全4巻
- 『暗殺国家ロシア: 消されたジャーナリストを追う』新潮社、2010年、ISBN 978-4103036722
  - （文庫版）『暗殺国家ロシア ―消されたジャーナリストを追う―』新潮社、2013年、ISBN 978-4101311821
- 『モンスターマザー:長野・丸子実業「いじめ自殺事件」教師たちの闘い』新潮社、2016年、ISBN 978-4103036739
  - （文庫版）『モンスターマザー: 長野・丸子実業「いじめ自殺事件」教師たちの闘い』新潮社、2019年、ISBN 978-4101311838
- 『ポリコレの正体　「多様性尊重」「言葉狩り」の先にあるものは』方丈社、2021年、ISBN 9784908925863